# Maksymilian Trachtenberg
Maksymilian Trachtenberg (ur. 27 sierpnia 1844 w Tarnopolu, zm. 17 stycznia 1924 w Kołomyi) – żydowski prawnik, adwokat w Kołomyi, poseł do Rady Państwa VIII i IX (okręg wyborczy Nr 210 Kołomyja – Śniatyn – Buczacz, kuria miejska, zwyciężył dr. Eliasza Goldhammera) kadencji. Był członkiem Koła Polskiego w parlamencie.
Przejął mandat w 14 grudnia 1895 po Josefie Blochu.